# Taiwanomyia szechwanensis
Taiwanomyia szechwanensis är en tvåvingeart som först beskrevs av Alexander 1933.  Taiwanomyia szechwanensis ingår i släktet Taiwanomyia och familjen småharkrankar. Inga underarter finns listade i Catalogue of Life.